# Nad Rybníčkem (Oderské vrchy)
Nad Rybníčkem je kopec s nadmořskou výškou 590 m. Nachází se v pohoří Oderské vrchy (subprovincie pohoří Nízký Jeseník) ve vojenském újezdu Libavá v okrese Olomouc v Olomouckém kraji. Místo se nachází ve vojenském prostoru a tak je bez příslušného povolení nepřístupné.

## Další informace
Západně pod kopcem se nachází rybník. Západní a severní svahy kopce obtéká řeka Odra. V místech soutoku Střelenského potoka a Odry se pod kopcem nachází široké údolí s pozůstatky dvou náhonů a ruin několika budov zaniklé německé osady Velkostřelenský mlýn. Nedaleko, po proudu řeky Odry se pod svahy kopce Nad Rybníčkem nachází ruiny zaniklé německé osady Olejovický mlýn. V obou osadách se nacházely vodní mlýny s vodním kolem na vrchní vodu.
Východní část kopce je náhorní planinou, kde také v minulosti bylo osídlení např. v nedalekém Popelném koutě.
Obvykle jedenkrát za rok může být blízké okolí kopce veřejnosti přístupné v rámci cykloturistické akce Bílý kámen.